# Half-A-Mill
Half-A-Mill (* 25. Januar 1973 in Brooklyn; † 24. Oktober 2003 ebenda; eigentlich Jasun Ward) war ein US-amerikanischer Rapper. Er arbeitete auch unter dem Pseudonym Mill Gates.

## Werdegang
Mitte der 1990er war Half-A-Mill als Untergrund-Rapper aktiv. 1997 gelang ihm in den USA der Durchbruch durch sein Feature auf The Album, dem Album der aus den Rappern Nas, AZ, Nature und Foxy Brown bestehenden Hip-Hop-Crew The Firm.
Im Jahr 2000 erschien Mills Debütalbum Milion. Als Singles wurden die Stücke Some Niggaz, welcher bereits 1998 auf dem Soundtrack zu dem Film Belly zu finden war, Thug Ones und Where BK At? ausgekoppelt. Milion verkaufte sich 40.000 Mal. 
2002 folgte über Warlock Records Half-A-Mills zweites Album Da Hustle Don’t Stop.
Am 24. Oktober 2003 wurde Ward erschossen. Seine Leiche wurde in seinem Appartement in Brooklyn in New York gefunden. Zum Zeitpunkt seines Todes liefen die Arbeiten an seinem dritten Soloalbum.

## Diskografie

### Alben
- 1995: Half-A-Mill Demo Tape (nicht veröffentlicht)
- 2000: Milion
- 2002: Da Hustle Don’t Stop

### Singles
- Some Niggaz
- Thug Ones (featuring Noreaga, Musalini and Kool G Rap, 1999)
- Where BK At?
- Still
- Soddom and Gomorrah
- Saprano Style